# Servi Corneli Ceteg
Servi Corneli Ceteg (llatí: Servius Cornelius Cethegus) va ser un magistrat romà. Formava part de la família Cetegs, una branca de la gens Cornèlia.
Era senador romà durant el Principat. Va ser cònsol ordinari l'any 24 dC amb Luci Visel·li Varró com a col·lega. Segons Dió Cassi, el seu pare es deia també Servi.
Una inscripció a Haïdra, a Tunísia diu que va ser governador proconsular a Àfrica. El seu mandat es pot datar cap al final del regnat de l'emperador Tiberi.